# Пловдивска малага
Пловдивска малага е червен винен сорт грозде, селектиран във ВСИ „Васил Коларов“, гр.Пловдив чрез кръстосване на сортовете Мискет червен и Марсилско ранно.
Лозите се отличават със силен растеж. Раннозреещ винен сорт. Гроздето узрява през втората половина на август. Родовитостта е висока: средният добив от лоза е 3,4 кг, а от декар: 1800 – 2500 кг. Устойчив на ниски температури и сиво гниене.
Гроздът е средно голям (142 г.), цилиндрично-коничен, средно плътен. Зърната са средно едри (1,35 г.), сферични, сочни, сладки, покрити със средно дебела, жилава, синьо-черно обагрена кожица.
Съдържанието на захари е около 22 – 25 %, а на титруеми киселини – 6 г./л. Използва се за получаване на висококачествени червени десертни вина с интензивно оцветяване.